# Bengt Thorbjörnson
Bengt Thorbjörnson, född 27 juni 1891 i Sala stadsförsamling, Sala, Västmanlands län, död 7 augusti 1975 i Brännkyrka församling, Stockholm, var en svensk kemiingenjör och disponent. 
Thorbjörnson avlade civilingenjörsexamen 1914 vid Kungliga Tekniska högskolan. Han var 1916–1917 verksam som driftsingenjör vid Bergviks sulfitfabrik och var 1924–1925 tidsstudieingenjör vid Nashwalk Pulp & Paper Co i USA. Han var 1926–1956 disponent och teknisk chef vid AB Vin- & spritcentralens fabrik i Reimersholm.
Thorbjörnson invaldes 1943 som ledamot av Kungliga Ingenjörsvetenskapsakademien.